# محوطه بازتخت شیر
محوطه بازتخت شیر مربوط به دوران پیش از تاریخ ایران باستان است و در شهرستان خرم‌آباد، روستای بابازید واقع شده و این اثر در تاریخ ۸ مرداد ۱۳۸۱ با شمارهٔ ثبت ۵۹۷۴ به‌عنوان یکی از آثار ملی ایران به ثبت رسیده است.